# Sabretooth
Sabretooth er tegneseriefigur og superskurk skabt af forfatteren Chris Claremont og tegneren John Byrne som optræder i forlaget Marvel Comics' tegneserieudgivelser. Sabretooth optrådte første gang i Iron Fist nr. 14 (1977). Oprindeligt var han først og fremmest en gennemgående skurk i Iron Fist, men fra midten af 1980’erne har han hovedsagelig været at finde i X-Men, Wolverine og relaterede titler.
Der er også blevet udgivet flere miniserier med Sabretooth i hovedrollen. Den første, som bare hed Sabretooth kom i 1993 og blev skrevet av Larry Hama og tegnet af Mark Texeira. I 1996/97 kom Sabretooth and Mystique, skrevet af Jorge Gonzales og i 2002 kom Sabretooth: Mary Shelley Overdrive af Dan Jolley og Greg Scott.
Sabretooth har skarpe hugtænder og klør, stor blodtørst og overmenneskelige sanser i tillæg til en dyrisk personlighed og en helbredelsesevne som ligner Wolverines. Han fremstilles som en ondskabsfull snigmorder ansvarlig for mange dødsfald både som en betalt lejesoldat og for hans personlige fornøjelse. 
Hans mangeårige fjende gennem mange år var karakteren Wolverine. Sabretooth er medlem af Brotherhood of Evil Mutants. Sabretooth`s virkelige navn er Victor Creed og han har flere gange samarbejdet med X-Men. I filmen, X-Men Origins: Wolverine bliver han portrætteret som halvbror til Wolverine. Men i tegneserierne har han ingen relation til Wolverine.
Sabretooth er med i flere X-Men-serier og film. I filmen X-Men fra 2000 spiller Tyler Mane rollen som Sabretooth og i X-Men Origins: Wolverine fra 2009 spilles Sabretooth af Liev Schreiber. Sabretooth er også med i tv-spillet X-Men: The Official Game.